# James Melvill Hamilton
James Melvill Hamilton, britanski general, * 1886, † 1972.